# ذو الجناح السلاحي الحاذق
ذو الجناح السلاحي الحاذق (الاسم العلمي: Pteroplius acuminatus)، نوع من الخنافس المنتمية إلى فصيلة خنافس طويلة القرون.
وهو النوع الوحيدة في جنس ذو الجناح السلاحي (Pteroplius). تم وصفه من قبل أودينت سيرفيل في عام 1835.